# Eleições municipais em São Luís em 1982
As eleições municipais em São Luís em 1982 ocorreram em 15 de novembro, como parte das eleições municipais no Brasil naquele ano nos 23 estados e nos  territórios federais do Amapá e Roraima. Sendo uma capital de estado, a cidade estava sob a vigência do Ato Institucional Número Três, motivo pelo qual elegeria apenas os 21 vereadores, pois a escolha do novo prefeito caberia ao governador Luís Rocha em 1983.
Acreano de Rio Branco, o engenheiro civil Mauro Fecury formou-se pela Universidade Federal do Rio de Janeiro em 1964. Assumiu a presidência da Companhia Urbanizadora da Nova Capital (Novacap) no Distrito Federal em 1977, durante o governo Elmo Serejo, e dois anos depois ingressou na ARENA, assumindo o cargo de prefeito de São Luís por escolha do governador João Castelo, exercendo-o até 1980. Eleito deputado estadual via PDS em 1982, pediu licença do mandato para reassumir o Palácio de La Ravardière, sede da prefeitura da capital maranhense em 1983, dessa vez nomeado pelo governador Luís Rocha.

## Resultado da eleição para prefeito
Eleição realizada pela Assembleia Legislativa do Maranhão.
| Candidatos a prefeito de São Luís | Candidatos a vice-prefeito | Número | Coligação           | Votação | Percentual |
| --------------------------------- | -------------------------- | ------ | ------------------- | ------- | ---------- |
| Mauro Fecury PDS                  | -                          | 11     | PDS (sem coligação) | -       | -          |
| Fontes:                           |                            |        |                     |         |            |

## Resultado da eleição para vereador
| Vereadores eleitos em São Luís       | Partido | Votação |
| ------------------------------------ | ------- | ------- |
| Ananias Justino Ferreira Neto        | PMDB    | 3.973   |
| Jose Mário Cutrim e Lauande          | PMDB    | 2.983   |
| Lia Varela                           | PDS     | 2.807   |
| Élcio de Jesus Silva                 | PMDB    | 2.806   |
| Ana Rita Botão Carvalho Braga        | PMDB    | 2.767   |
| Hilton de Oliveira Rodrigues         | PMDB    | 2.441   |
| Aldionor Salgado Silva               | PMDB    | 2.374   |
| Manoel Ribeiro                       | PDS     | 2.276   |
| Murilo Gomes Freitas                 | PDS     | 2.266   |
| Raimundo Nonato Coelho Cassas        | PDS     | 2.059   |
| Raimundo Nonato Assub                | PDS     | 1.985   |
| Jairzinho da Silva                   | PDS     | 1.974   |
| Costa Ferreira                       | PDS     | 1.951   |
| Marcelo Araújo Bezerra               | PMDB    | 1.782   |
| Eliseu Adauto Costa Pereira da Silva | PDS     | 1.772   |
| José de Ribamar Cordeiro Filho       | PMDB    | 1.771   |
| Ubirajara Rayol                      | PMDB    | 1.748   |
| José de Arimateia G. Viegas          | PMDB    | 1.726   |
| Carlos Magno Furtado de Melo         | PDS     | 1.501   |
| Juarez Pereira Damasceno             | PDS     | 1.500   |
| Osvaldo Henrique D. C. Soares        | PDS     | 1.485   |
| Fontes:                              |         |         |